# Доллеруп
Доллеруп (нем. Dollerup) — община в Германии, в земле Шлезвиг-Гольштейн. 
Входит в состав района Шлезвиг-Фленсбург. Подчиняется управлению Лангбаллиг.  Население составляет 1031 человек (на 31 декабря 2010 года). Занимает площадь 13,08 км².
В коммуну входит деревня Элгаард.